# Vincent Cottier
Vincent Cottier (26 giugno 1994) è un giocatore di football americano svizzero che gioca nel ruolo di defensive back per i Bern Grizzlies.